# Camponotus textor
Camponotus textor é uma espécie de inseto do gênero Camponotus, pertencente à família Formicidae.